# 대한민국 정부 발표 친일반민족행위자 명단 - 문화
대한민국 정부 발표 친일반민족행위자 명단 - 문화는 대한민국의 대통령 소속 친일반민족행위진상규명위원회가 일제강점하 반민족행위 진상규명에 관한 특별법을 적용, 조사하여 공식 발표한 친일반민족행위자 명단 중 문화 부문에 분류된 이들의 명단이다. 학술 분야, 문예 분야로 나누어 발표했으며 이 가운데 문예 분야는 문학 분야, 연극·영화 분야, 음악·무용·야담 분야, 미술 분야로 나누어 발표했다.

## 선정 과정
친일반민족행위진상규명위원회는 현존하는 문헌 자료를 통해 구체적인 친일반민족행위가 입증된 문화 부문 인사 106명(학술 분야 인사 23명, 문예 분야 인사 83명(문학 분야 인사 32명, 연극·영화 분야 인사 23명(연극 분야 인사 14명, 영화 분야 인사 9명), 음악·무용·야담 분야 인사 20명(음악 분야 인사 17명, 무용 분야 인사 2명, 야담 분야 인사 1명), 미술 분야 인사 8명))에 대한 조사 대상자 선정 심의를 진행했다.
친일반민족행위 조사 대상자 심의 결과 100명(학술 분야 인사 22명, 문예 분야 인사 78명(문학 분야 인사 31명, 연극·영화 분야 인사 22명(연극 분야 인사 13명, 영화 분야 인사 9명), 음악·무용·야담 분야 인사 18명(음악 분야 인사 15명, 무용 분야 인사 2명, 야담 분야 인사 1명), 미술 분야 인사 7명))이 문화 부문 조사 대상자로 선정되었으며 6명(학술 분야 인사 1명, 문예 분야 인사 5명(문학 분야 인사 1명, 연극·영화 분야 인사 1명(연극 분야 인사 1명), 음악·무용·야담 분야 인사 2명(음악 분야 인사 2명), 미술 분야 인사 1명))이 기각 결정을 받았다.
친일반민족행위 조사 대상자 선정에 대한 이의 신청 과정에서는 14건(학술 분야 3건, 문예 분야 11건(문학 분야 2건, 연극·영화 분야 1건(영화 분야 1건), 음악·무용·야담 분야 4건(음악 분야 3건, 무용 분야 1건), 미술 분야 4건))의 이의 신청이 접수되었다. 심의 결과 2건(학술 분야 1건, 문예 분야 1건(음악 분야 1건))이 인용(선정 취소)되었고 12건(학술 분야 2건, 문예 분야 10건(문학 분야 2건, 연극·영화 분야 1건(영화 분야 1건), 음악·무용·야담 분야 3건(음악 분야 2건, 무용 분야 1건), 미술 분야 4건))이 기각(선정 유지)되었다.
친일반민족행위진상규명위원회는 친일반민족행위 조사 대상자로 지정된 문화 부문 인사 98명(학술 분야 인사 21명, 문예 분야 인사 77명(문학 분야 인사 31명, 연극·영화 분야 인사 22명(연극 분야 인사 13명, 영화 분야 인사 9명), 음악·무용·야담 분야 인사 17명(음악 분야 인사 14명, 무용 분야 인사 2명, 야담 분야 인사 1명), 미술 분야 인사 7명))에 대한 조사를 진행하면서 친일반민족행위에 관한 결정을 심의했다. 심의 결과 85명(학술 분야 인사 20명, 문예 분야 인사 65명(문학 분야 인사 31명, 연극·영화 분야 인사 17명(연극 분야 인사 10명, 영화 분야 인사 7명), 음악·무용·야담 분야 인사 12명(음악 분야 인사 10명, 무용 분야 인사 1명, 야담 분야 인사 1명), 미술 분야 인사 5명))이 친일반민족행위자로 결정되었으며 13명(학술 분야 1명, 문예 분야 12명(연극·영화 분야 인사 5명(연극 분야 인사 3명, 영화 분야 인사 2명), 음악·무용·야담 분야 인사 5명(음악 분야 인사 4명, 무용 분야 인사 1명), 미술 분야 인사 2명)이 기각 결정을 받았다.
친일반민족행위 결정에 대한 이의 신청 과정에서는 7건(학술 분야 2건, 문예 분야 5건(문학 분야 2건, 음악·무용·야담 분야 2건(음악 분야 2건), 미술 분야 1건))의 이의 신청이 접수되었다. 심의 결과 1건(문예 분야 1건(미술 분야 1건))이 인용(선정 취소)되었고 6건(학술 분야 2건, 문예 분야 4건(문학 분야 2건, 음악·무용·야담 분야 2건(음악 분야 2건))이 기각(선정 유지)되었다. 친일반민족행위진상규명위원회의 최종 심의 결과 84명(학술 분야 인사 20명, 문예 분야 인사 65명(문학 분야 인사 31명, 연극·영화 분야 인사 17명(연극 분야 인사 10명, 영화 분야 인사 7명), 음악·무용·야담 분야 인사 12명(음악 분야 인사 10명, 무용 분야 인사 1명, 야담 분야 인사 1명), 미술 분야 인사 4명))이 문화 부문 친일반민족행위자로 결정되었다.

## 문화 분야 목록 (84명)

### 학술 (20명)
| - 김두정 (金斗禎) - 김성률 (金聲律) - 김한경 (金漢卿) - 배상하 (裵相河) | - 신태악 (辛泰嶽) - 유맹 (劉猛) - 유정수 (柳正秀) - 이각종 (李覺鍾) | - 이능화 (李能和) - 이묘묵 (李卯默) - 이성환 (李晟煥) - 이영근 (李泳根) | - 인정식 (印貞植) - 정운복 (鄭雲復) - 차재정 (車載貞) - 최남선 (崔南善) | - 최병협 (崔秉協) - 한준석 (韓準錫) - 현영섭 (玄永燮) - 홍희 (洪憙) |

### 문예 (64명)

#### 문학 (31명)
| - 김기진 (金基鎭) - 김동인 (金東仁) - 김동환 (金東煥) - 김문집 (金文輯) - 김억 (金億) - 김용제 (金龍濟) - 김종한 (金鍾漢) | - 노천명 (盧天命) - 모윤숙 (毛允淑) - 박영희 (朴英熙) - 백세철 (白世哲, 백철(白鐵)) - 서정주 (徐廷柱) - 유진오 (兪鎭午) - 윤두헌 (尹斗憲) | - 이광수 (李光洙) - 이무영 (李無影) - 이석훈 (李錫(水+熏), 이석훈(李石薰)) - 이찬 (李燦) - 임학수 (林學洙) - 장덕조 (張德祚) - 장은중 (張恩重, 장혁주(張赫宙)) | - 정비석 (鄭飛石) - 정인섭 (鄭寅燮) - 정인택 (鄭人澤) - 조용만 (趙容萬) - 조우식 (趙宇植) - 주영섭 (朱永燮, 주영섭(朱永涉)) - 주요한 (朱耀翰) | - 채만식 (蔡萬植) - 최재서 (崔載瑞) - 최정희 (崔貞熙) |

#### 연극·영화 (17명)

##### 연극 (10명)
| - 김관수 (金寬洙) - 김태진 (金兌鎭) | - 박영호 (朴英鎬) - 서항석 (徐恒錫) | - 송무현 (宋武鉉, 송영(宋影)) - 안정호 (安禎浩, 안영일(安英一)) | - 유치진 (柳致眞) - 이서구 (李瑞求) | - 임승복 (林勝福, 임선규(林仙圭)) - 함대훈 (咸大勳) |

##### 영화 (7명)
| - 김정혁 (金貞赫) - 방한준 (方漢駿) | - 서광제 (徐光霽) - 안석주 (安碩柱) | - 안용희 (安龍熙, 안종화(安鍾和)) - 이창룡 (李滄龍, 이창용(李創用)) | - 최인규 (崔寅奎) |  |

#### 음악·무용·야담 (12명)

##### 음악 (10명)
홍영후(홍난파)는 2009년 11월 26일에 서울행정법원이 친일반민족행위진상규명위원회의 친일반민족행위 결정에 대한 효력 정지 결정을 내림에 따라 친일반민족행위자 명단에서 일시적으로 제외되었으나 2010년 11월 8일에 홍영후(홍난파)의 유족이 친일반민족행위 조사 결과 통지 처분 취소 청구 소송을 취하함에 따라 친일반민족행위자 명단에 다시 포함되었다.
| - 계정식 (桂貞植) - 김복원 (金福源, 김관(金管)) | - 김영길 (金永吉) - 박경호 (朴慶浩) | - 박순동 (朴順東, 박시춘(朴是春)) - 이철 (李哲) | - 임동혁 (任東爀) - 조영출 (趙靈出, 조명암(趙鳴岩)) | - 현제명 (玄濟明) - 홍영후 (洪永厚, 홍난파(洪蘭坡)) |

##### 무용 (1명)
| - 조택원 (趙澤元) |

##### 야담 (1명)
| - 신정언 (申鼎言) |

#### 미술 (4명)
| - 김기창 (金基昶) | - 김은호 (金殷鎬) | - 김인승 (金仁承) | - 심형구 (沈亨求) |  |  |

## 친일반민족행위 조사 대상자 선정 심의 과정에서 기각된 인물 (8명)

### 학술 (2명)
- 고승제 (高承濟): 일본에서 도요 경제 연구소 연구원으로 재직하던 동안에 징병제를 선전하는 논설문을 기고하는 등 친일반민족행위가 인정되었으나 이의 신청이 인용되면서 기각됨.
- 현채 (玄采): 조선사 편수회 위원으로 활동했으나 적극적인 친일반민족행위로 보기에 어려움.

### 문예 (6명)

#### 문학 (1명)
- 최찬식 (崔瓚植): 문학 작품 집필 활동을 통해 내선융화, 황민화를 주도했으나 친일반민족행위를 입증할 수 있는 근거 자료가 미약함.

#### 연극·영화 (1명)
- 함세덕 (咸世德): 지속적인 연극 창작 활동을 통해 친일 협력 사실이 분명하나 학계에서는 그의 친일 행위와 관련된 논란이 많다는 사실, 연극계에서 차지하는 위상이 크지 않다는 사실이 인정됨.

#### 음악·무용·야담 (3명)

##### 음악 (3명)
- 김생려 (金生麗): 경성후생실내악단 대표를 역임하면서 일본의 침략 전쟁, 징병·징용을 선전하는 음악회를 주최했으나 음악 분야에서 상대적으로 그 행위가 두드러지지 않는 편임.
- 김성태 (金聖泰): 일본의 식민 통치, 침략 전쟁에 협력하는 내용이 담긴 노래 다수를 작곡했으나 음악 분야에서 상대적으로 그 행위가 두드러지지 않는 편임.
- 이흥렬 (李興烈): 군국가요 다수를 작곡, 연주하면서 일본의 침략 전쟁을 선전했으나 음악 분야에서 상대적으로 그 행위가 두드러지지 않는 편임.

#### 미술 (1명)
- 현재덕 (玄在德): 잡지 《신시대》에 일본의 침략 전쟁 수행을 위한 후방의 근로보국, 물자 절약 등을 주제로 한 표지화, 삽화, 만화를 제작했으나 활동 범위가 잡지 《신시대》에 한정되어 있고 활동 기한이 짧은 편임. 그림의 내용이 침략 전쟁 선전보다는 후방의 물자 절약 등에 한정되어 있어서 강렬함이 약하다고 판단함.

## 친일반민족행위 결정 심의 과정에서 기각된 인물 (14명)

### 학술 (1명)
- 심형진 (沈衡鎭): 일본의 식민 통치를 찬양하는 한시 다수를 집필했으나 친일반민족행위가 미약하다는 사실이 인정됨.

### 문예 (13명)

#### 연극·영화 (5명)
- 김태진 (金兌鎭): 조선연극문화협회 이사로 활동했으나 활동 범위가 미약하고 연극 작품 활동이 상대적으로 적은 편임.
- 문정원 (文丁元, 문예봉(文藝峰)): 다수의 연극과 영화에 출연하여 일본의 침략 전쟁을 미화하고 내선일체, 황민화를 선전한 배우였으나 친일반민족행위를 주도하기에는 상대적으로 낮은 편임.
- 박기채 (朴基采): 영화 연출 활동 이외의 활동이 그리 많지 않고 협력의 정도 또한 상대적으로 낮다고 판단됨.
- 심재설 (沈載卨, 심영(沈影)): 다수의 연극과 영화에 출연하여 일본의 침략 전쟁을 미화하고 내선일체, 황민화를 선전한 배우였으나 친일반민족행위를 주도하기에는 상대적으로 낮은 편임.
- 오철영 (吳鐵榮, 오정민(吳禎民)): 조선총독부가 후원한 연극 경연 대회를 지지하는 평론 활동을 통해 일본의 식민 통치 이념을 선전하고 연극인들의 전쟁 협력을 촉구한 행적이 있으나 그러한 행위가 1943년에 집중되어 있고 연극계 전체에 미치는 영향력이 그리 크지 않은 편임.

#### 음악·무용·야담 (5명)

##### 음악 (4명)
- 강문수 (姜文秀, 남인수(南仁樹)): 《혈서지원》, 《아들의 혈서》, 《그대와 나》를 비롯한 군국가요 다수를 노래하는 등 친일 행위가 인정되나 대중 가수가 갖고 있던 당시의 사회적 위상이 상대적으로 낮았다는 사실을 고려함.
- 김송규 (金松奎, 김해송(金海松)): 《이천오백만 감격》, 《참사랑》, 〈봄날의 화신》, 《그대와 나》, 《총후의 기원》을 비롯한 군국가요 다수를 작곡했으나 작곡가가 갖고 있던 당시의 사회적 위상이 상대적으로 낮았다는 사실이 인정됨.
- 손득렬 (孫得烈, 손목인(孫牧人)): 《이천오백만 감격》, 《참사랑》, 〈봄날의 화신》, 《그대와 나》, 《총후의 기원》을 비롯한 군국가요 다수를 작곡했으나 작곡가가 갖고 있던 당시의 사회적 위상이 상대적으로 낮았다는 사실이 인정됨.
- 이창민 (李昌民, 백년설(白年雪)): 《혈서지원》, 《아들의 혈서》, 《그대와 나》를 비롯한 군국가요 다수를 노래하는 등 친일 행위가 인정되나 대중 가수가 갖고 있던 당시의 사회적 위상이 상대적으로 낮았다는 사실을 고려함.

##### 무용 (1명)
- 최승희 (崔承喜): 75,000원이 넘는 거액의 국방헌금 기부, 중국 대륙에 주둔하고 있던 황군 위문 공연 참여, 국민총력문화표창을 받은 일본풍 창작 무용 《무혼》(武魂) 제작에 참여하는 등 친일 행위가 인정되나 그의 친일 행위와 관련된 논란이 많다는 사실, 일제강점기 당시의 사회적 분위기에서 드물게 조선 문화를 세계에 알린 사실을 고려함.

#### 미술 (3명)
- 김경승 (金景承): 조선미술가협회 평의원으로 활동했으나 현존하는 그림 작품 수가 적어서 적극적인 친일반민족행위로 보기에 어려움.
- 이상범 (李象範): 조선미술가협회 평의원과 국민총력조선연맹 문화부 위원으로 활동했으나 현존하는 그림 도판이 적어서 적극적인 친일반민족행위로 보기에 어려움.
- 정현웅 (鄭玄雄): 《신시대》(新時代), 《반도의 빛》(半島の光, 조선금융조합연합회 기관지), 《소국민》(小國民), 《방송지우》(放送之友, 조선방송협회 기관지) 등의 각종 잡지에 일본의 침략 전쟁, 근로보국, 식량 증산, 전쟁 참여 독려를 비롯한 일본의 식민 통치 정책을 선전하는 표지화와 삽화를 그린 행적이 있으나 생계를 위한 친일 행적이라는 사실이 인정됨.

## 같이 보기
- 대한민국 정부 발표 친일반민족행위자 명단
- 대한민국 정부 발표 친일반민족행위자 명단 - 정치
- 대한민국 정부 발표 친일반민족행위자 명단 - 통치 기구
- 대한민국 정부 발표 친일반민족행위자 명단 - 경제·사회
- 대한민국 정부 발표 친일반민족행위자 명단 - 해외
- 친일반민족행위 106인 명단
- 친일반민족행위 195인 명단
- 친일반민족행위 705인 명단

## 참고자료
- 친일반민족행위진상규명위원회 (2009). 《친일반민족행위진상규명 보고서 Ⅱ》. 서울.